# Рынажево
Рынажево (пол. Rynarzewo; нем. Rynarschewo 1815-1907, Netzwalde 1907—1919 и 1939—1945) — польское село в гмине Шубин, входит в состав Накловского повета Куявско-Поморского воеводства.

## География
Село располагается в 8 км от административного центра гмины города Шубин, 18 км. от административного центра повета города Накло-над-Нотецью и в 14 км к юго-западу от административного центра воеводства города Быдгощ.

## История
Согласно письменному документу, поселение было основано в 1299 году, одновременно с основанием поселения была построена церковь. Жители села занимались сельским хозяйством и выращиванием крупного рогатого скота. В 1579 году в селе было 4 ремесленных производства, 5 рыбоводческих хозяйств и 3 пекарни. В 1788 году село насчитывало 62 домохозяйств с главной площадью. В селе проживало 439 человека. В 1816 году в селе было 68 домов с 312 жителями, среди которых было 176 католиков, 422 лютеран и 12 евреев. В 1831 году численность населения составляла 693 человека, среди которых было 260 католиков, 379 лютеран и 54 евреев. В 1837 году в деревне была основана добровольная пожарная бригада. В 1871 году в селе находилось 92 дома с 791 жителями (329 католиков, 449 лютеран и 13 евреев).
Владельцами села были представители шляхетских родов Рынажевских, Чарнковских, Грудзиньских, Гембицких, Скужевских.
В 1772 году селу указом прусского короля был присвоен статус города с получением собственного герба шляхетского герба Шренява. На красном поле герба серебряным цветом символически изображена река Шренява с крестом наверху.
С 1815 по 1919 годы поселение входило в состав прусской провинции Позен. В 1843 году в селе был построен лютеранский храм. В 1884 году в Рынажеве находилось почтовое отделение и полицейское управление. Ежегодно в городе собирались 4 ярмарки. В 1907 году поселению было присвоено немецкое название Нетцвальде (нем. Netzwalde). После Великопольского восстания (1918—1919) и заключения Версальского договора в 1920 году, населённая в основном поляками территория, на которой располагается поселение, попала под контроль воссозданной Польской Республики. После оккупации Польши Третьим рейхом поселение входило в состав округа Хоэнзальца рейхсгау Вартеланд.
До 22 мая 1934 года у поселения был статус города, который был затем отменен. Рынажево сохранил свой исторический герб. В 1950—1998 годах поселение входило в состав Быдгощского воеводства.

## Население
По состоянию на 2013 год в селе проживало 1461 человек.
| 1788 | 1816 | 1831 | 1871 | 1884 | 2006 | 2013 |
| ---- | ---- | ---- | ---- | ---- | ---- | ---- |
| 439  | 512  | 693  | 791  | 718  | 1304 | 1461 |

Демографические данные 2013 года:
| Перепись  | Всего   | Всего | Женщины | Женщины | Мужчины | Мужчины |
| --------- | ------- | ----- | ------- | ------- | ------- | ------- |
| Единицы   | человек | %     | человек | %       | человек | %       |
| Население | 1461    | 100   | 728     | 49,8    | 733     | 50,2    |

## Достопримечательности
Памятники архитектуры

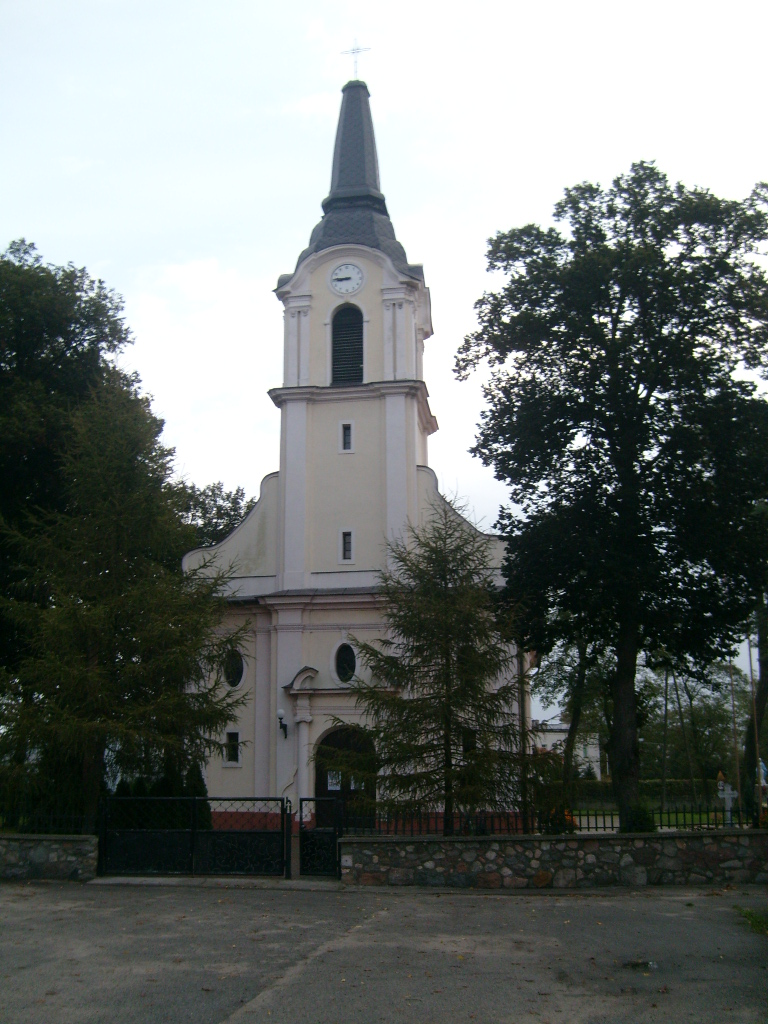
Церковь Святой Екатерины

В Рынажево сохранилось здание городского рынка. Также в поселении сохранились две церкви: евангельская церковь святого Станислава, основанная в 1899—1902 годах и католическая церковь св. Екатерины, построенная в 1913 году на месте своего предшественника по проекту Стефана Сурожского. Церковь св. Екатерины имеет боковые алтари второй половины XVIII века. Также в новый храм перевезли два колокола, сохраненные от старого храма. Храм сооружен в стиле барокко. Помимо церквей в селе находится два закрытых протестантских кладбища.
- Иудейское кладбище.